# 2020年東京オリンピックの陸上競技・女子三段跳
2020年東京オリンピックの陸上競技・女子三段跳（2020ねんとうきょうオリンピックのりくじょうきょうぎ・じょしさんだんとび）は、2021年7月30日から8月1日にかけて東京の国立競技場で開催された。ベネズエラ代表のジュリマール・ロハスが26年ぶりに世界記録を更新する15m67で優勝した。

## 概要
女子三段跳は、1996年大会に導入されて以来、7回目の開催となった。
前々回の勝者で、今大会では開会式の衣装で注目されたオリガ・リパコワ（カザフスタン）は、予選で敗退した。前回の覇者・カテリーン・イバルグエン（コロンビア）は決勝には進出したが、3回の試技で上位8人に入れず、10位で競技を終えた。
決勝1回目の試技で、ジュリマール・ロハス（ベネズエラ）は15m41という他の選手を圧倒する跳躍を見せ、この時点でオリンピック記録を更新した。続いてパトリシア・マモナ（ポルトガル）が自己新記録となる14m91をマークし、銀メダル候補に浮上した。両者に続き、リアダグミス・ポヴェア（キューバ）が14m70を跳び、3位に付けたが、2回目の試技でアナ・ペレテイロ（スペイン）が14m77を記録して順位が入れ替わった。ロハスの3回目の試技は、世界記録を超えたように見え、足先は16m台に入っていたが、13.5 cmオーバーのファールと判定された。
2度のファールで後のないシャニカ・リケッツ（ジャマイカ）は3度目の挑戦で何とか14m47を跳び、4回目には銅メダル級の14m84をマークした。一方、マモナは4回目の試技で自らの2番目に良い記録である15m01をマークした。ペレテイロは14m87を5回目で記録し、銅メダル圏に上がった。最終6回目の試技では、すでに金メダルを確定させていたロハスが15m67に記録を伸ばし、イネッサ・クラベッツが26年前に樹立した世界記録を17 cm更新した。

## エントリー
各国内オリンピック委員会（NOC）は参加標準記録を突破するか、期間内にワールドアスレティックスランキングで上位に入った選手を3人までエントリーすることができる。（3人の制限は1930年のオリンピックコングレス以来継続している。）参加標準記録は14m32であった。ワールドアスレティックスランキングは各人のベスト5の記録を平均したものを基礎として、各大会の重要度で重み付けして算出したものである。参加標準記録は、ランキングでの出場権を獲得できなかった選手に参加資格を与えるために設定されたものである。
選手選考の対象となる期間は当初、2019年5月1日から2020年6月29日までであった。新型コロナウイルス感染症の世界的流行を受け、対象となる選考会が2020年4月6日から11月30日まで中断し、選考期間は2021年6月29日まで延長された。選考期間外でも直近のエリア選手権大会はランキングに反映されうる。記録は屋外・室内のどちらで測定されたものも有効である。
各NOCは男女のいずれか又は両方で全種目を通じて参加標準記録を突破する選手が誰もいない場合、いずれかの種目にそれぞれの性別で1人に限ってエントリーすることが可能であったが、本種目では該当する選手はいなかった。出場予定人数32人に対し35人が参加標準記録を突破したため、ランキングにより出場権を得た選手はいなかった（Yanis David（フランス）も参加標準記録を満たしていたが出場種目を走幅跳のみに絞ったため、三段跳にはエントリーしなかった。また、ロシアからの出場選手はドーピングスキャンダルにより陸上競技全体を通じて10人に限られたため、本種目の出場選手はいなかった。）。本種目には参加標準記録を突破した選手のうち、抜き打ちの薬物検査で要件を満たさなかったとしてアスレチックス・インテグリティ・ユニット（AIU）により東京オリンピックへの出場を禁止された選手の1人であるRuth Usoro（ナイジェリア）を除く34人がエントリーし、うち33人が出場した。日本代表選手の本種目での選出はなかった。

## 開催形式
開催形式は、1936年に導入された予選と決勝の2段階形式を踏襲する。予選では全員が3度の試技を行い、14m40を超えれば自動的に決勝進出となる。記録による予選突破者が12人に満たない場合は、上位12人が決勝に進出する（12番目の記録が複数いる場合は、全員が決勝進出となる）。決勝では全員が3度の試技を行い、記録上位8人が更に3度の試技に挑む。すなわち、決勝の上位8人は合計6度の試技を行い、その中で最も良い記録で順位を決定する（予選時にマークした記録は決勝の順位決定に反映されない）。
実際には14m40を突破して決勝に進出したのは6人で、残る6人は順位により決勝進出を決めた。

## 記録
今大会前の各種記録は次の通りである。
| 区分             | 選手                           | 記録  | 会場                     | 日付          |
| 世界記録         | イネッサ・クラベッツ (UKR)     | 15m50 | スウェーデンイェーテボリ | 1995年8月10日 |
| オリンピック記録 | フランソワーズ・ムバンゴ (CMR) | 15m39 | 中国北京                 | 2008年8月17日 |

| エリア       | 記録（m） | 風（m） | 選手                     | 国籍           |
| ------------ | --------- | ------- | ------------------------ | -------------- |
| アフリカ     | 15.39     | +0.5    | フランソワーズ・ムバンゴ | カメルーン     |
| アジア       | 15.25     | +1.7    | オリガ・リパコワ         | カザフスタン   |
| ヨーロッパ   | 15.50 WR  | +0.9    | イネッサ・クラベッツ     | ウクライナ     |
| 北中米カリブ | 15.29     | +0.3    | ヤミレ・アルダマ         | キューバ       |
| オセアニア   | 14.04     | +1.8    | Nicole Mladenis          | オーストラリア |
| 南アメリカ   | 15.41     | +1.5    | ジュリマール・ロハス     | ベネズエラ     |

今大会で以下の記録が更新された。
| 新記録 | 日時   | ラウンド | 選手                 | 国籍       | 記録  |
| ------ | ------ | -------- | -------------------- | ---------- | ----- |
| WR, OR | 8月1日 | 決勝     | ジュリマール・ロハス | ベネズエラ | 15.67 |

このほか、以下の国家記録が樹立された。
| 国         | 選手                       | ラウンド | 記録  | 備考       |
| ---------- | -------------------------- | -------- | ----- | ---------- |
| ドミニカ   | シーア・ラフォンド (DMA)   | 予選     | 14.60 |            |
| ベネズエラ | ジュリマール・ロハス (VEN) | 決勝     | 15.67 | WR, OR, AR |
| ポルトガル | パトリシア・マモナ (POR)   | 決勝     | 15.01 |            |
| スペイン   | アナ・ペレテイロ (ESP)     | 決勝     | 14.87 |            |

## 日程
時刻は日本標準時（UTC+9）
2日間にわたって開催された。
| 日付                | 時刻  | ラウンド |
| ------------------- | ----- | -------- |
| 2021年7月30日（金） | 19:00 | 予選     |
| 2021年8月1日（日）  | 19:00 | 決勝     |

## 結果

### 予選
決勝へは14m40をマークする（Q）か、上位12人に入る（q）ことが条件であった。
| 順位 | グループ | 選手                         | 国籍           | 1     | 2     | 3     | 最終記録 | 備考  |
| ---- | -------- | ---------------------------- | -------------- | ----- | ----- | ----- | -------- | ----- |
| 1    | A        | ジュリマール・ロハス         | ベネズエラ     | 14.77 | —     | —     | 14.77    | Q     |
| 2    | A        | アナ・ペレテイロ             | スペイン       | 14.34 | 14.62 | —     | 14.62    | Q     |
| 3    | B        | シーア・ラフォンド           | ドミニカ国     | 14.60 | —     | —     | 14.60    | Q, NR |
| 4    | B        | パトリシア・マモナ           | ポルトガル     | 14.54 | —     | —     | 14.54    | Q     |
| 5    | B        | リアダグミス・ポヴェア       | キューバ       | 14.50 | —     | —     | 14.50    | Q     |
| 6    | B        | シャニカ・リケッツ           | ジャマイカ     | 14.43 | —     | —     | 14.43    | Q     |
| 7    | A        | カテリーン・イバルグエン     | コロンビア     | 14.02 | 14.08 | 14.37 | 14.37    | q     |
| 8    | B        | ハンナ・クニャゼワ＝ミネンコ | イスラエル     | 14.27 | 14.35 | 14.36 | 14.36    | q     |
| 9    | A        | キンバリー・ウィリアムス     | ジャマイカ     | 13.38 | 13.86 | 14.30 | 14.30    | q     |
| 10   | B        | ルーギ・ジャロ               | フランス       | 14.20 | 14.29 | 13.91 | 14.29    | q     |
| 11   | A        | ケトゥラ・オージ             | アメリカ合衆国 | 14.26 | 13.91 | 14.17 | 14.26    | q     |
| 12   | B        | クリスティーナ・マケラ       | フィンランド   | 14.21 | 14.06 | 14.08 | 14.21    | q     |
| 13   | A        | センニ・サルミネン           | フィンランド   | 14.20 | 13.68 | 14.07 | 14.20    |       |
| 13   | A        | ネーレ・エッカルト           | ドイツ         | 13.88 | 13.92 | 14.20 | 14.20    |       |
| 15   | B        | ダビスレイディ・ベラスコ     | キューバ       | 14.14 | x     | x     | 14.14    |       |
| 16   | B        | アナ・ホセ・ティマ           | ドミニカ共和国 | 13.87 | 14.11 | x     | 14.11    |       |
| 17   | B        | ヌビア・ソアレス             | ブラジル       | x     | 14.04 | 14.07 | 14.07    |       |
| 18   | B        | ビヤレタ・スクワルツォワ     | ベラルーシ     | 13.93 | x     | 14.05 | 14.05    |       |
| 19   | A        | エベリゼ・ベイガ             | ポルトガル     | 13.93 | 13.63 | 13.57 | 13.93    | SB    |
| 20   | A        | オリガ・サラドゥハ           | ウクライナ     | 13.49 | 13.91 | 13.88 | 13.91    |       |
| 21   | A        | ダリヤ・デルカシュ           | イタリア       | 13.69 | 13.73 | 13.90 | 13.90    |       |
| 22   | A        | ガブリエラ・ペトロワ         | ブルガリア     | x     | 13.79 | x     | 13.79    |       |
| 23   | A        | ジャスミン・ムーア           | アメリカ合衆国 | x     | x     | 13.76 | 13.76    |       |
| 24   | B        | オリガ・リパコワ             | カザフスタン   | 13.66 | 13.69 | x     | 13.69    | SB    |
| 25   | B        | トリ・フランクリン           | アメリカ合衆国 | 13.23 | 13.68 | 13.58 | 13.68    |       |
| 26   | A        | マリア・オフチニコワ         | カザフスタン   | x     | 13.34 | x     | 13.34    |       |
| 27   | B        | ヨシリ・ウルティア           | コロンビア     | x     | x     | 13.16 | 13.16    |       |
| 28   | B        | ディアナ・ザガイノワ         | リトアニア     | x     | 13.10 | x     | 13.10    |       |
| 29   | A        | ロクサナ・フドヤロワ         | ウズベキスタン | 12.63 | 13.02 | 13.01 | 13.02    |       |
| 29   | B        | クリスティン・ギエリシュ     | ドイツ         | x     | 13.02 | r     | 13.02    |       |
| 31   | A        | イリーナ・エクトワ           | カザフスタン   | x     | 12.90 | x     | 12.90    |       |
| 32   | B        | パラスケビ・パパフリストゥ   | ギリシャ       | x     | 12.23 | x     | 12.23    |       |
| —    | A        | ナディア・エケ               | ガーナ         | x     | x     | x     | —        | NM    |
| —    | A        | レヤニス・ペレス             | キューバ       | —     | —     | —     |          | DNS   |

### 決勝
| 順位 | 選手                         | 国籍           | #1    | #2    | #3    | #4       | #5       | #6       | 最終記録 | 備考   |
| ---- | ---------------------------- | -------------- | ----- | ----- | ----- | -------- | -------- | -------- | -------- | ------ |
| 1    | ジュリマール・ロハス         | ベネズエラ     | 15.41 | 14.53 | x     | 15.25    | x        | 15.67    | 15.67    | WR, OR |
| 2    | パトリシア・マモナ           | ポルトガル     | 14.91 | 12.30 | x     | 15.01    | 14.66    | 14.97    | 15.01    | NR     |
| 3    | アナ・ペレテイロ             | スペイン       | 14.55 | 14.77 | x     | 14.63    | 14.87    | 14.65    | 14.87    | NR     |
| 4    | シャニカ・リケッツ           | ジャマイカ     | x     | x     | 14.47 | 14.84    | 14.62    | 14.76    | 14.84    |        |
| 5    | リアダグミス・ポヴェア       | キューバ       | 14.70 | 14.70 | 14.52 | 14.31    | 14.38    | 14.50    | 14.70    |        |
| 6    | ハンナ・クニャゼワ＝ミネンコ | イスラエル     | 14.52 | 14.60 | 14.27 | 14.29    | x        | x        | 14.60    | SB     |
| 7    | ケトゥラ・オージ             | アメリカ合衆国 | 14.59 | 14.10 | 13.82 | 14.12    | 14.43    | x        | 14.59    |        |
| 8    | キンバリー・ウィリアムス     | ジャマイカ     | 13.77 | x     | 14.51 | 14.12    | 14.47    | 14.28    | 14.51    |        |
| 9    | ルーギ・ジャロ               | フランス       | 14.38 | 14.28 | x     | 試技なし | 試技なし | 試技なし | 14.38    |        |
| 10   | カテリーン・イバルグエン     | コロンビア     | 14.25 | 14.01 | 14.19 | 試技なし | 試技なし | 試技なし | 14.25    |        |
| 11   | クリスティーナ・マケラ       | フィンランド   | 14.17 | 14.03 | 13.90 | 試技なし | 試技なし | 試技なし | 14.17    |        |
| 12   | テア・ラフォンド             | ドミニカ国     | x     | 12.57 | x     | 試技なし | 試技なし | 試技なし | 12.57    |        |